# Ísak Andri Sigurgeirsson
Ísak Andri Sigurgeirsson, född 11 september 2003, är en isländsk fotbollsspelare som spelar för Allsvenska IFK Norrköping. Han spelade tidigare för Stjarnan FC på Island. 

## Karriär
Sigurgeirsson inledde sin seniorkarriär i moderklubben Stjarnan FC innan han sommaren 2023 värvades av IFK Norrköping.